# Шутеньке
Шуте́ньке — село в Україні, у Ганнівській сільській громаді Новоукраїнського району Кіровоградської області. Населення становить 27 осіб. Орган місцевого самоврядування — Ганнівська сільська рада.

## Населення
Згідно з переписом УРСР 1989 року чисельність наявного населення села становила 37 осіб, з яких 14 чоловіків та 23 жінки.
За переписом населення України 2001 року в селі мешкало 29 осіб.

### Мова
Розподіл населення за рідною мовою за даними перепису 2001 року:
| Мова       | Відсоток |
| ---------- | -------- |
| українська | 88,89 %  |
| румунська  | 7,41 %   |
| молдовська | 3,70 %   |